# Lavoir de la Fontaine Saint-Liesne (Melun)

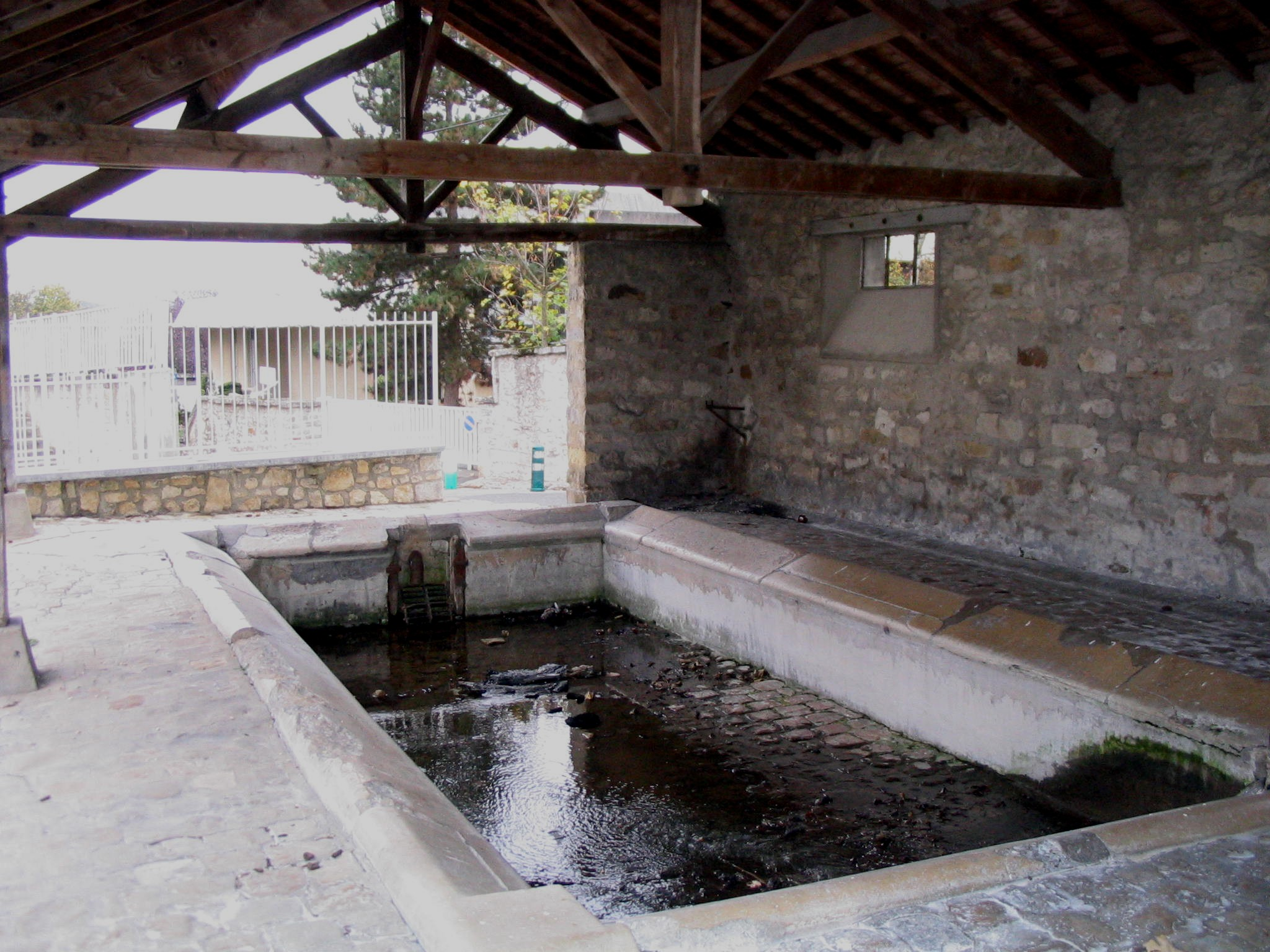
Waschhaus in Coupvray

Das Lavoir de la Fontaine Saint-Liesne (französisch lavoir für Waschhaus und fontaine für Brunnen) in Melun, einer französischen Stadt im Département Seine-et-Marne in der Region Île-de-France, wurde ursprünglich im 16. Jahrhundert errichtet.
Das öffentliche Waschhaus in der Rue de la Fontaine Saint-Liesne besteht aus einer offenen Holzkonstruktion mit Satteldach.
Dem Wasser des Brunnens Saint-Liesne wurde eine heilsame Wirkung zugeschrieben, so dass bis zur Revolution Wallfahrten dorthin unternommen wurden, die von den Franziskaner-Rekollekten (die Minderen Brüder von der strengen Observanz des heiligen Franziskus), ein Reformzweig der Franziskaner, betreut wurden.